# Штефані Верремаєр
Штефані Верремаєр (нім. Stefani Werremeier, 17 жовтня 1968) — німецька академічна веслувальниця.
Срібна призерка Олімпійських Ігор 1992 року в складі розпашної двійки без стернової, учасниця 1996 року.
Чемпіонка світу 1990 (розпашні двійки без стернової), 1990 (розпашні двійки без стернової), 1994 (вісімки) років, срібна призерка 1991 року в складі розпашної двійки без стернової, бронзова призерка 1993 року в складі вісімки.